# ریتیکوکا
ریتیکوکا (به اسپانیایی: Riticocha) یک کوه در پرو است که در Peru, Puno Region واقع شده‌است. ریتیکوکا ۵٬۱۰۰ متر بالاتر از سطح دریا واقع شده‌است.